# 2795 Лепаж

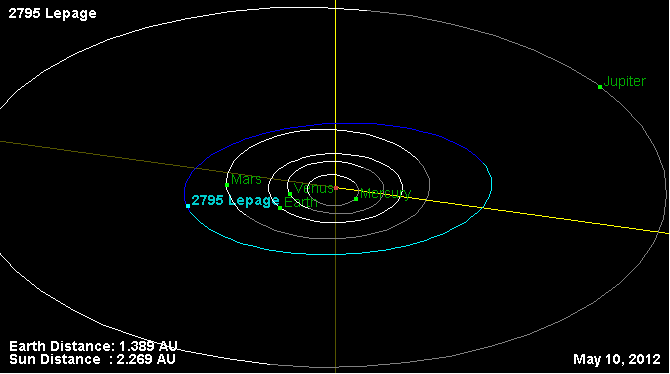
Орбіта астероїда

2795 Лепаж (2795 Lepage) — астероїд головного поясу, відкритий 16 грудня 1979 року.
Тіссеранів параметр щодо Юпітера — 3,587.